# Víctor (football, 1974)
Pour les articles homonymes, voir Victor.
Víctor Manuel Fernández Gutiérrez, surnommé Víctor, né le 17 avril 1974 à Mérida (Espagne), est un footballeur international espagnol évoluant au poste d'attaquant. 
Au cours de sa carrière, Víctor évolue principalement au Real Valladolid et au Villarreal CF. Il est désormais entraîneur.

## Biographie

### Carrière de joueur
Víctor Manuel Fernández Gutiérrez est né le 17 avril 1974 à Mérida en Espagne. Il est formé au CD Leganés mais rejoint le Real Madrid, grand club de la capitale espagnole. Víctor fait ses débuts professionnels le 12 septembre 1993 avec le Real Madrid C en Segunda División B pour une victoire madrilène contre le Pontevedra CF (2-1). La même année, il intègre l'effectif du Real Madrid Castilla, équipe réserve du club et marque cinq buts pour les Merengues. 
Víctor rejoint en 1994 le CD Tenerife. Il découvre ainsi la Primera División le 4 septembre 1994 en remplaçant Juanele contre le Real Zaragoza. Víctor marque son premier dans l'élite le 6 novembre contre le Celta Vigo. Cependant, l’estrémègne ne parvient à obtenir une place de titulaire dans le club et se fait prêter au CD Lugo en 1996. De retour en Segunda División, Víctor se révèle en marquant à dix reprises.
Fort de sa belle deuxième partie de saison avec Lugo, Víctor est repéré par le Real Valladolid qui l’engage en 1996. Il accapare la place de titulaire au sein de la formation des Blanquivioletas, en prenant part à 42 matchs. Víctor marque dès la première journée de championnat et confirme tout au long de la saison avec seize buts inscrits au total. Avec Valladolid, le joueur découvre également l'Europe avec la Coupe UEFA qu'il joue lors de la saison 1997-1998. Bien qu'il ne soit pas aussi efficace devant le but que durant sa première saison au club, Víctor demeure un solide titulaire. La saison 1999-2000 le voit retrouver ses sensations devant le but avec treize réalise en championnat, dont un triplé contre le Deportivo La Corogne. Ses performances sont récompensées par une convocation avec l'équipe d'Espagne. Víctor honore sa première sélection le 23 février 2000 en remplaçant Luis Enrique contre la Croatie. Ce sera son unique cape avec la Roja. 
Durant l'été 2000, Víctor s'engage en faveur du Villarreal CF. Le 10 septembre 2000, il marque pour ses débuts sous ses nouvelles couleurs contre le Rayo Vallecano malgré une lourde défaite 5-1. Ses deux premières saisons sont particulièrement riches en buts pour l'espagnol avec 28 buts marqués en championnat. Víctor est un pilier essentiel de l'attaque du Villarreal. Souvent positionné derrière l'attaquant-centre, il est un électron libre et distille de nombreuses passes. L'Espagnol termine sa première saison avec quinze buts et huit passes décisives. La saison suivante est de la même facture pour Víctor qui marque de nouveau quatorze buts en championnat. Il remporte à deux reprises la Coupe Intertoto en 2003 et 2004.
Après une saison 2003-2004 en dent de scie, Víctor revient au Real Valladolid qui évolue en deuxième division. Il réalise la meilleure saison de sa carrière durant l'exercice 2006-2007 avec 19 buts inscrits aidant le club à remporter le championnat et se hisser en Liga. Lors du match décisif pour le titre, Víctor réalise un hat-trick contre l'Albacete Balompié qui scelle une victoire 4-2.
Víctor signe au FC Cartagena en 2009 où il réalise deux saisons honorables avant de rejoindre son dernier club, le CD Leganés.

### Carrière d’entraîneur
Víctor se reconvertit en entraîneur à la fin de la saison 2011-2012. Il prend les rênes du CD Leganés en avril 2012 afin de sauver le club d'une relégation. Son court passage permet tout de même à son club formateur de se maintenir en Segunda División B avec trois victoires et un nul.
En 2015, Víctor est nommé entraîneur du FC Cartagena, club qu'il a également connu en tant que joueur, pour deux saisons. Néanmoins, les résultats de l'équipe sont insatisfaisants et Víctor est débarqué en janvier 2016.

## Palmarès
- Villarreal CF
  - Vainqueur de la Coupe Intertoto en 2003 et 2004.
- Real Valladolid
  - Champion de Liga Adelante en 2007.